# Harry Blanchard
Harry Blanchard (n. 13 iunie 1929 – d. 31 ianuarie 1960) a fost un pilot de curse auto american care a evoluat în Campionatul Mondial de Formula 1 în sezonul 1959.